# James Bridges
James Bridges (Paris, 3 febbraio 1936 – Los Angeles, 6 giugno 1993) è stato un regista, sceneggiatore e attore statunitense.

## Biografia
Dopo aver frequentato l'Arkansas State Teacher's College, Bridges si è trasferito a Los Angeles, dove ha iniziato come attore in fiction televisive. Tra le diverse sceneggiature scritte, quella per The Alfred Hitchcock Hour (1962). Ha ricevuto un Edgar Award dai Mystery Writers of America. Ha poi lavorato come direttore di scena con l'UCLA Theatre Group di John Houseman e ha diretto la sua prima opera teatrale nel 1966. Tra gli otto film diretti, a partire dal 1970, i più noti sono Sindrome cinese (1979), che ha anche co-sceneggiato, Urban Cowboy e Perfect, entrambi interpretati da John Travolta come attore protagonista. Nel tempo acquisì la reputazione di "regista dell'attore", per la sua capacità di dirigere gli attori facendo emergere le loro interpretazioni. Dal 1956 al 1968 è stato un attore con lo pseudonimo Jim o Jimmy Bridges. È morto di cancro nel 1993 a 57 anni.

## Filmografia

### Regista
- A.A.A. Ragazza affittasi per fare bambino (The Baby Maker) (1970)
- Esami per la vita (The Paper Chase) (1973)
- September 30, 1955 (1977)
- Sindrome cinese (The China Syndrome) (1979)
- Urban Cowboy (1980)
- L'assassinio di Mike (Mike's Murder) (1984)
- Perfect (1985)
- Le mille luci di New York (Bright Lights, Big City) (1988)

### Sceneggiatore
- L'ora di Hitchcock (The Alfred Hitchcock Hour), episodio 1x31 - serie TV (1963)
- A sud-ovest di Sonora (The Appaloosa), regia di Sidney J. Furie (1966)
- Colossus: The Forbin Project, regia di Joseph Sargent (1969)
- A.A.A. Ragazza affittasi per fare bambino (The Baby Maker), regia di James Bridges (1970)
- Esami per la vita (The Paper Chase), regia di James Bridges (1973)
- Sindrome cinese (The China Syndrome), regia di James Bridges (1979)
- Cacciatore bianco, cuore nero (White Hunter Black Heart), regia di Clint Eastwood (1990)

### Attore
- Invasori dall'altro mondo, regia di Edward L. Cahn (1956)
- Johnny Trouble, regia di John H. Auer (1957)
- La giostra dell'amore (Joy Ride), regia di Edward Bernds (1958)
- Tarzan and Jane Regained... Sort of, regia di Andy Warhol (1964)
- Volti (Faces), regia di John Cassavetes (1968)